# Xiongnu
Gli Xiongnu (cinese 匈奴S, XiōngnúP, Hsiung-nuW) erano una confederazione nomade di tribù dell'Asia centrale.

## Origine
La loro classe dirigente ha origini sconosciute. La maggior parte delle informazioni sugli Xiongnu proviene dalle fonti cinesi. Quel poco che sappiamo dei loro nomi e titoli deriva da translitterazioni in lingua cinese. Sono rimaste solo una ventina di parole, che appartengono alla lingua altaica, e un'unica frase contenuta in documenti cinesi.
L'identificazione del nucleo etnico degli Xiongnu è stata oggetto di varie ipotesi.
Nel XVIII secolo l'orientalista Joseph de Guignes notò che negli antichi testi cinesi si indicavano le tribù Xiongnu con "Hun" (Unni in più lingue), sebbene con caratteri differenti. In epoca contemporanea l'orientalista Étienne de la Vaissière notò che in alfabeto sogdiano sia gli Hsiung-nu che gli Unni venivano indicati entrambi con γwn (xwn), segno che erano considerati sinonimi. È ipotesi abbastanza diffusa che dagli Xiongnu derivino gli Unni, intorno al 390 guidati dal re Octar in Europa, tuttavia, sebbene si riscontri una similitudine tra il suono del primo carattere (匈) e "Hun", il secondo carattere (奴) non ha corrispondenze con altre lingue europee e tale origine degli Unni rimane controversa. Uno studio genetico pubblicato nel 2025 evidenziato una possibile discendenza degli Unni da questa popolazione.
Le proposte da parte degli studiosi teorizzano la loro lingua come mongola, turca, iranica o ienisseiana.
Antichissimi resoconti storici cinesi - forse leggendari - riferiscono che gli Xiongnu discendessero da un figlio dell'ultimo capo della prima dinastia cinese (dinastia Xia), che, secondo i cinesi del periodo delle primavere e degli autunni, erano geni dello stato di Qi (杞). Le fonti cinesi dal III secolo riportano la creazione di un impero sotto Modu Chanyu (che divenne il loro supremo capo nel 209).

## Storia
Il loro impero si estendeva al di là dei confini della moderna Mongolia. Nel II secolo a.C., sconfissero e dispersero i precedenti dominatori, gli Yuezhi, di cui erano stati vassalli fino allora, diventando così il potere predominante nelle steppe a nord della Cina. Essi furono attivi nel sud della Siberia, nella Manciuria occidentale e nelle odierne province cinesi di Mongolia Interna, Gansu e Xinjiang. Questi nomadi erano considerati così pericolosi e distruttivi che la dinastia Qin iniziò la costruzione della Grande muraglia per proteggere la Cina dai loro attacchi. Le relazioni fra le prime dinastie cinesi e gli Xiongnu erano complesse, con ripetuti periodi di confronti militari e intrighi alternati a scambi di tributi, commercio e matrimoni combinati a scopo politico.
Nel 174 o 176 a.C. l'impero nomade Xiongnu raggiunse la massima espansione, ovvero quasi 9 milioni di km². Nemmeno gli imperi cinese, sasanide e achemenide erano arrivati ad una simile estensione. La parte orientale dell'impero Xiongnu continuò ad occupare oltre 6,1 milioni di km² fino al 50 a.C. Tuttavia, a partire da metà del secolo gli Xiongnu vennero sconfitti duramente da un loro vassallo, il popolo Wusun, che stava costruendo un vasto impero; in una battaglia persero 10.000 guerrieri che divennero prigionieri. Dopo una serie di disfatte l'impero Xiongnu crollò e si frammentò in molte parti indipendenti.